# 神子畑選鉱所

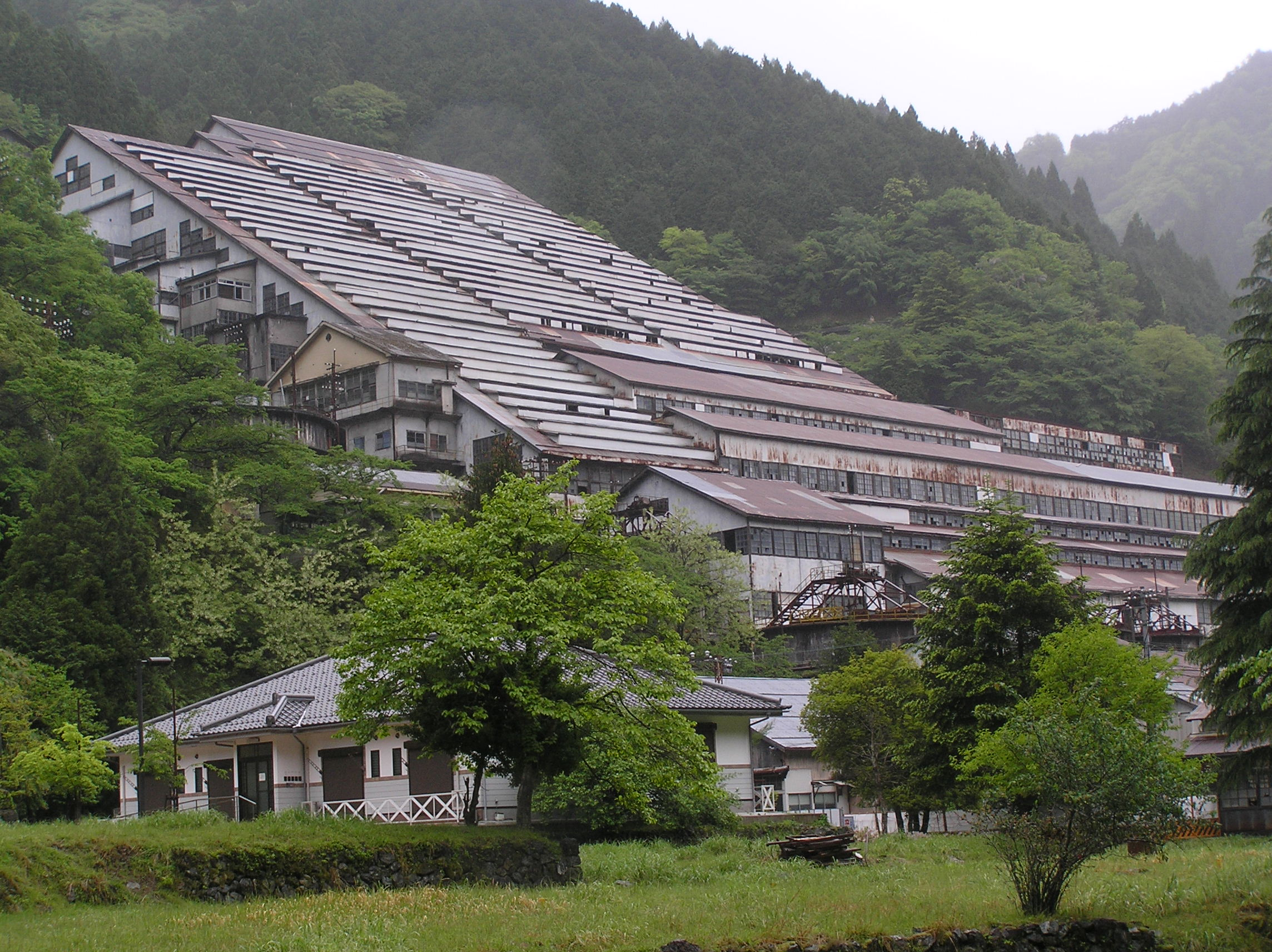
神子畑選鉱所（明延鉱業）全景(2004年に撤去解体)

神子畑選鉱所（みこばたせんこうしょ）は、兵庫県朝来市佐嚢の神子畑にかつて存在した、三菱合資会社→三菱金属→明延鉱業の選鉱所である。

## 概要

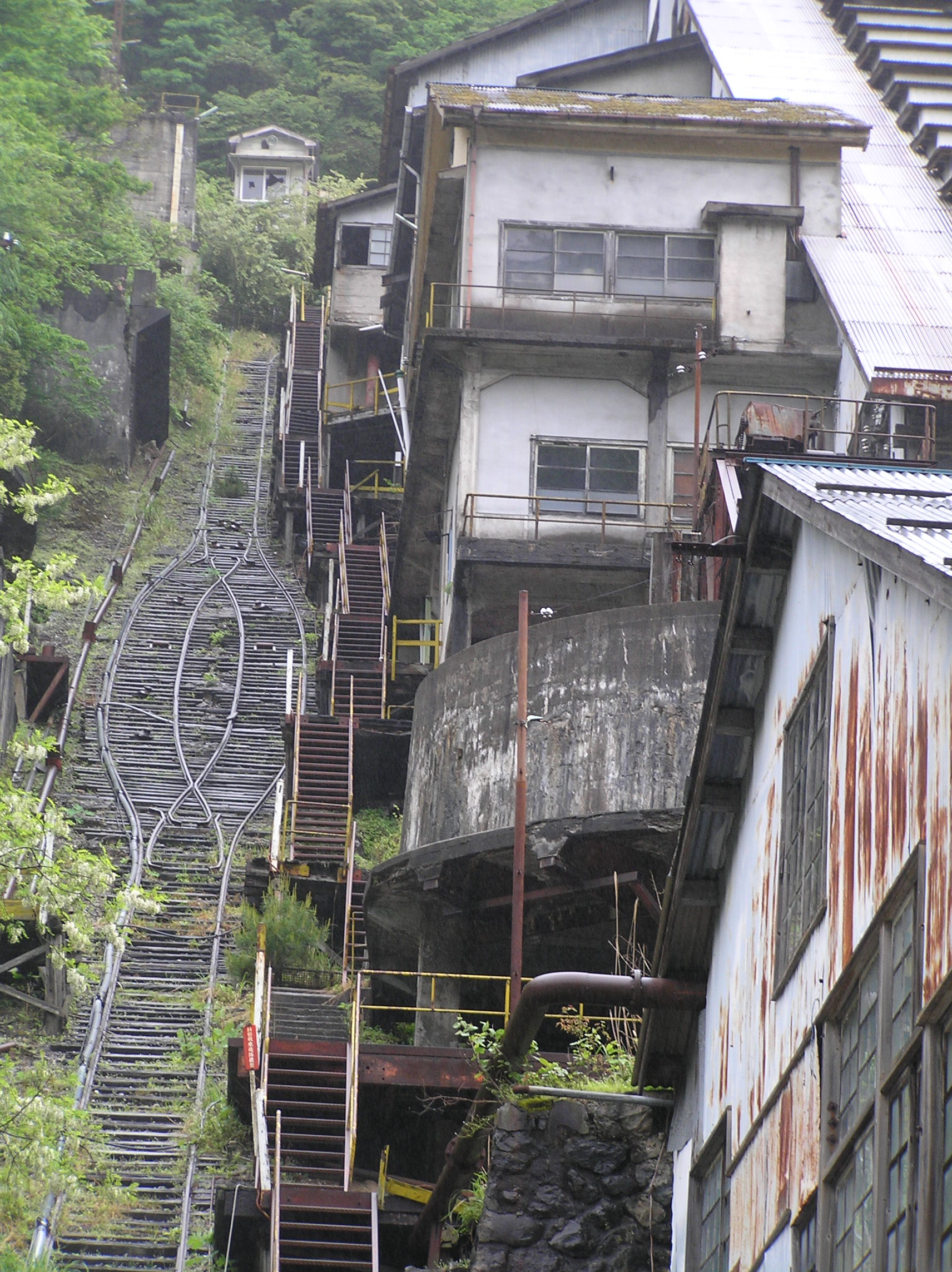
神子畑選鉱所（線路はケーブル式トロッコになっている）

戦国時代に神子畑鉱山として栄えたが、生野鉱山の繁栄でその地位を奪われる格好で休山。その約300年後の1878年（明治11年）、明治政府が銀鉱脈を発見、翌1879年から採鉱を本格化。閉山後の1919年（大正8年）に、北西約6キロに位置する養父市の明延鉱山の選鉱場として「神子畑選鉱所」が建設され、鉱石を生野まで運搬するための専用道路の造設が行われた。明延鉱山は戦国時代頃より採掘が始められた金属鉱山で、金・銀・銅・鉛・錫などを産出してきた。神子畑選鉱所では、明延鉱山で採掘された鉱石を選り分け、16キロ南東にあった生野鉱山併設の生野製錬所や国鉄播但線経由で飾磨港から直島の精錬所へ送る中継拠点の役割を担っていた。最盛期は約3000人が働いたといわれ、規模、生産量ともに東洋一と称されるほど栄えた。
神子畑鉱山は「鉱山王」の五代友厚が明治政府の銀鉱脈発見に先駆け、鉱脈探しを指示していたとされる。当時、五代は幕末ころより富国策として鉱山業を掲げ、長く放置された鉱山から銀、銅などを採り出す製錬技術を海外から導入し、福島県の半田銀山などを初め多くの鉱山の再開発を手掛けていた。地元の郷土史家の山内順治（1881年－1969年）の手記には、幕末から明治初期にかけ五代が神子畑に採鉱跡があるのを知り、部下の加藤正矩に探鉱を命じたと記され、2015年9月にこの文書が発見されている。神子畑の主要鉱脈を擁する加盛山の名は加藤正矩にちなんだとされる。その後、1878年（明治11年）には、明治政府により、朝来市の生野鉱山の周辺調査に伴い鉱脈を再発見、鉱山として復興された。周辺は明治時代は神子畑鉱山として栄えていたが銀鉱脈の枯渇により閉山、1909年に明延鉱山で優良な錫鉱脈が発見されたことで、1919年に大規模な選鉱所設備が完成し、東洋一の選鉱所と称された。
明延鉱山から本選鉱所までは明神電車（通称、一円電車。上部軌道とも）で鉱石が搬送され、本選鉱所から生野精錬所、あるいは最寄りの国鉄駅である播但線の新井までは、初期は馬車道、その後は下部軌道・トラックなどで精鉱が輸送された。
円高の急激な進行で競争力を失った明延鉱山が1987年に閉山された後は本選鉱所も操業を終了し閉鎖された。その後は長らく建物が残存していたが、これらは2004年に撤去・解体された。現在はひな壇状に22段構成となっていた鉄筋コンクリートの基礎構造物と、選鉱所の上下を結んでいたインクラインの跡が残るだけとなっている。
2006年前後に、国道429号に隣接している区画が史跡公園「鉱石の道 神子畑ステイション」として整備されている。

## 所在地

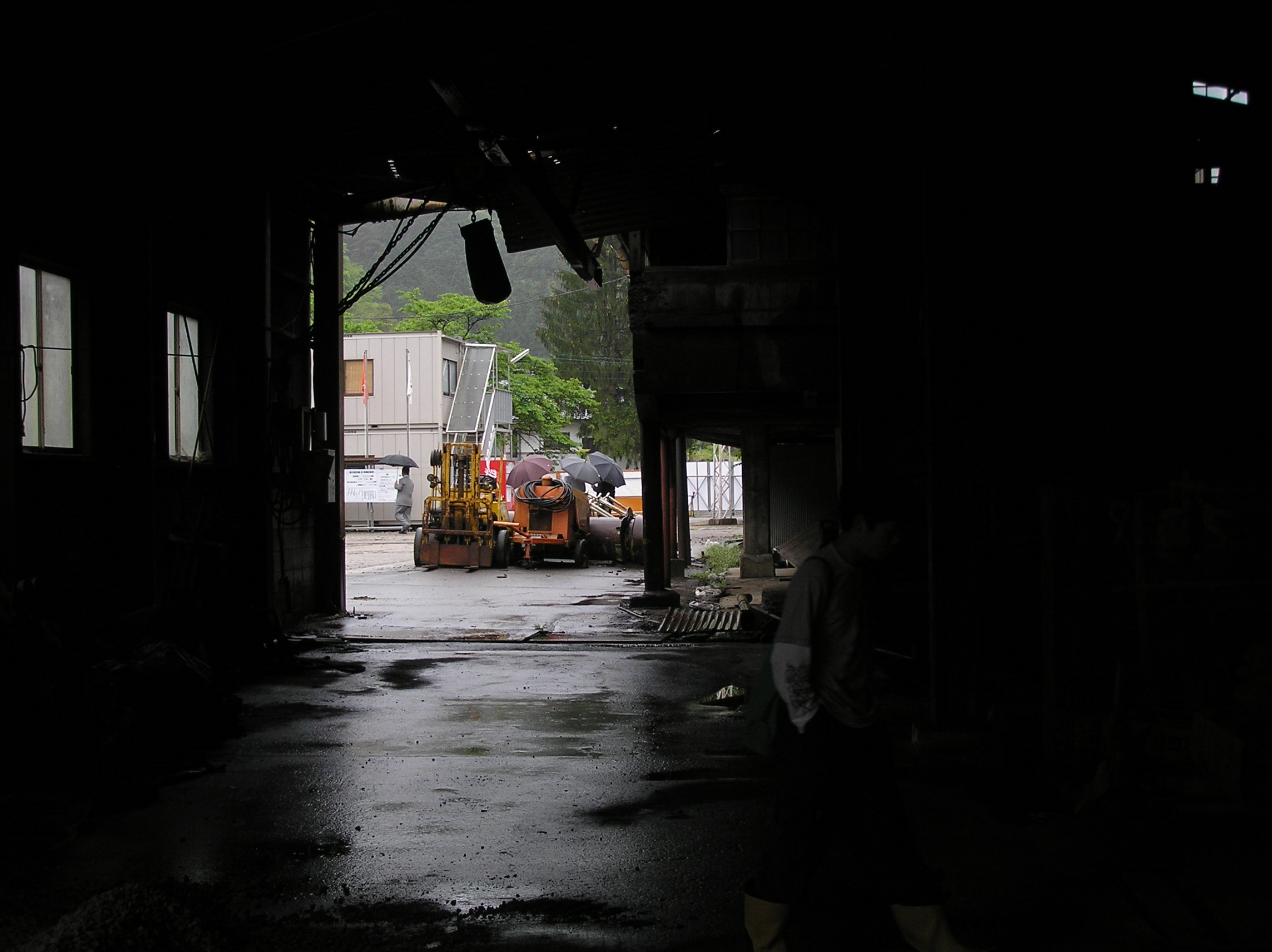
選鉱所内部

- 兵庫県朝来市佐嚢（旧朝来町地区）

## アクセス
JR播但線新井駅からタクシー利用で約15分。路線バス及び後継のコミュニティーバスは廃止された。